# Lepidocephalichthys menoni
Lepidocephalichthys menoni är en fiskart som beskrevs av Pillai och Yazdani, 1976. Lepidocephalichthys menoni ingår i släktet Lepidocephalichthys och familjen nissögefiskar. IUCN kategoriserar arten globalt som otillräckligt studerad. Inga underarter finns listade i Catalogue of Life.